# Alba Baptista
Alba Baptista (Lisbona, 10 luglio 1997) è un'attrice portoghese.
Tra i suoi ruoli più noti, figurano quelli nelle telenovele Jardins Proibidos, Jugo Duplo e A Impostora e nella serie televisiva Warrior Nun. È la prima attrice portoghese ad aver ottenuto un ruolo da protagonista in una serie di Netflix.

## Biografia
Nasce a Lisbona il 10 luglio 1997 da madre portoghese e padre brasiliano.
Fa il proprio debutto al cinema nel 2012, interpretando il ruolo della protagonista del cortometraggio, diretto da Raquel Pinheiro, Amanhã é um Novo Dia. Due anni dopo, è protagonista del cortometraggio diretto da Simão Cayatte Miami, dove interpreta il ruolo di Raquel.
In seguito, nel 2014 entra a far parte del cast del sequel della telenovela, trasmessa dall'emittente portoghese TVI Jardins Proibidos, dove interpreta il ruolo di Inês Correia. Dal 2016 al 2017 è nel cast della telenovela A Impostora, dove interpreta il ruolo di Betriz Varela, e dal 2017 al 2018 è nel cast della telenovela portoghese Jogo Duplo, dove interpreta il ruolo di Leonor Neves.
Nel 2019, è nel cast principale del film diretto da Gonçalo Waddington Patrick, dove interpreta il ruolo di Marta Rodrigues. Nello stesso anno, riceve dall'Accademia portoghese delle Arti e Scienze cinematografiche il Premio Nico.
Dal 2020 al 2022, è protagonista, nel ruolo di Ava, della serie televisiva di Netflix Warrior Nun, ruolo che le regala la fama internazionale. Sempre nello stesso anno, è nel cast di vari film, tra cui Fátima, diretto da Marco Pontecorvo, e Nunca Nada Aconteceu, diretto da Gonçalo Galvão Teles.

### Vita privata
Il giorno 9 settembre 2023, in una cerimonia privata, ha sposato l'attore Chris Evans.

## Filmografia

### Cinema
- Amanhã é um Novo Dia - cortometraggio, regia di Raquel Pinheiro (2012) - cortometraggio
- Miami, regia di Simão Cayatte (2014) - cortometraggio
- Equinócio, regia di Ivo Ferreira (2018) - cortometraggio
- Summerfest, regia di Maria Hespanhol (2018) - cortometraggio
- Nero, regia di Pedro Gomes (2018) - cortometraggio
- Leviano, regia di Justin Amorim (2018)
- Linhas de Sangue,  regia di Sérgio Graciano e Manuel Pureza (2018)
- Caminhos Magnétykos, regia di Edgar Pêra (2018)
- Imagens Proibidas, regia di Hugo Diogo (2018)
- Flutuar, regia di Artur Serra Araújo (2019) - cortometraggio
- Patrick, regia di Gonçalo Waddington (2019)
- Fátima, regia di Marco Pontecorvo (2020)
- L'enfant, regia di Marguerite de Hillerin e Félix Dutilloy-Liégeois (2022)
- Campo de Sangue, regia di João Mário Grilo (2022)
- Nunca Nada Aconteceu, regia di Gonçalo Galvão Teles (2020)
- La signora Harris va a Parigi (Mrs Harris Goes to Paris), regia di Anthony Fabian (2022)
- Flite, regia di Tim Webber (2023) - cortometraggio
- Amelia's Children, regia di Gabriel Abrantes (2023)
- Borderline, regia di Jimmy Warden (2025)

### Televisione
- Jardins Proibidos - telenovela, 310 episodi (2014-2015)
- A Impostora - telenovela, 340 episodi (2016-2017)
- Filha da Lei - serie TV, 20 episodi (2017)
- Madre Paula - serie TV, 13 episodi (2017)
- A Criação - serie TV, 10 episodi (2017)
- Sim, Chef! - serie TV, episodio 02x20 (2017)
- Jogo Duplo - telenovela, 268 episodi (2017-2018)
- País Irmão - serie TV, episodio 01x18 (2017)
- Warrior Nun - serie TV, 18 episodi (2020-2022)

## Riconoscimenti
- Festival Iberico del Cinema 
  - 2016 - Miglior attrice per Miami[1]
- CinEuphoria Awards
  - 2016 - Candidatura come miglior attrice - concorso nazionale per Miami
  - 2016 - Candidatura come miglior attrice in un cortometraggio - concorso nazionale per Miami
  - 2019 - Candidatura come miglior attrice non protagonista - concorso nazionale per Leviano
  - 2019 - Candidatura come miglior cast - concorso nazionale per Caminhos Magnétykos
  - 2020 - Candidatura come miglior cast - concorso nazionale per Patrick
- Accademia portoghese delle Arti e Scienze cinematografiche
  - 2019 - Premio Nico[7]

## Doppiatrici italiane
Nelle versioni in italiano delle opere in cui ha recitato, è stata doppiata da:
- Veronica Benassi in Warrior Nun[13]
- Valentina Favazza in La signora Harris va a Parigi